# Tourelle (fortification)
Pour les articles homonymes, voir Tourelle.
La tourelle est un élément de construction dans les fortifications militaires médiévales et contemporaines.

## Usage dans les fortifications médiévales

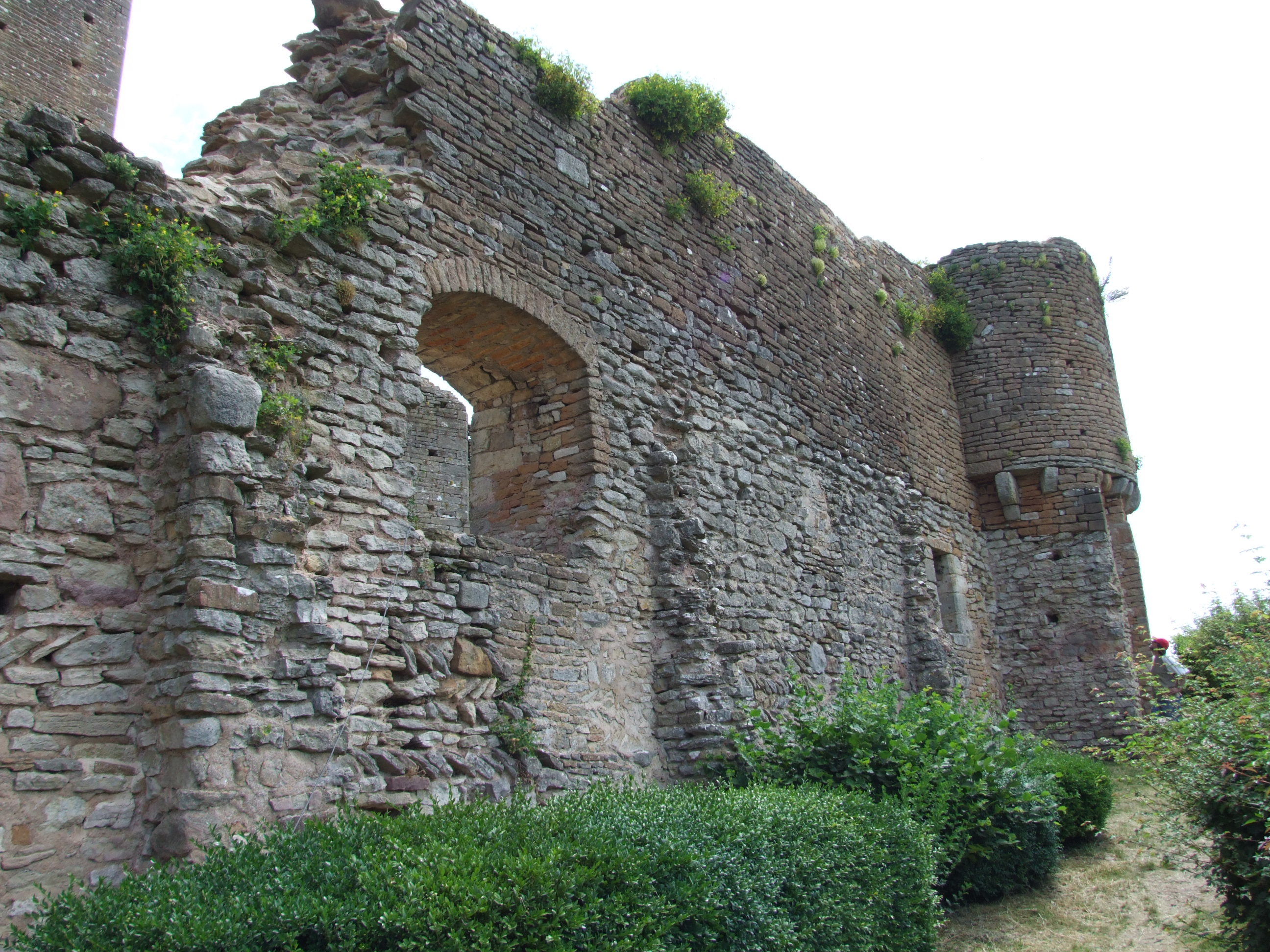
Tourelle sur contrefort du château de Brancion.

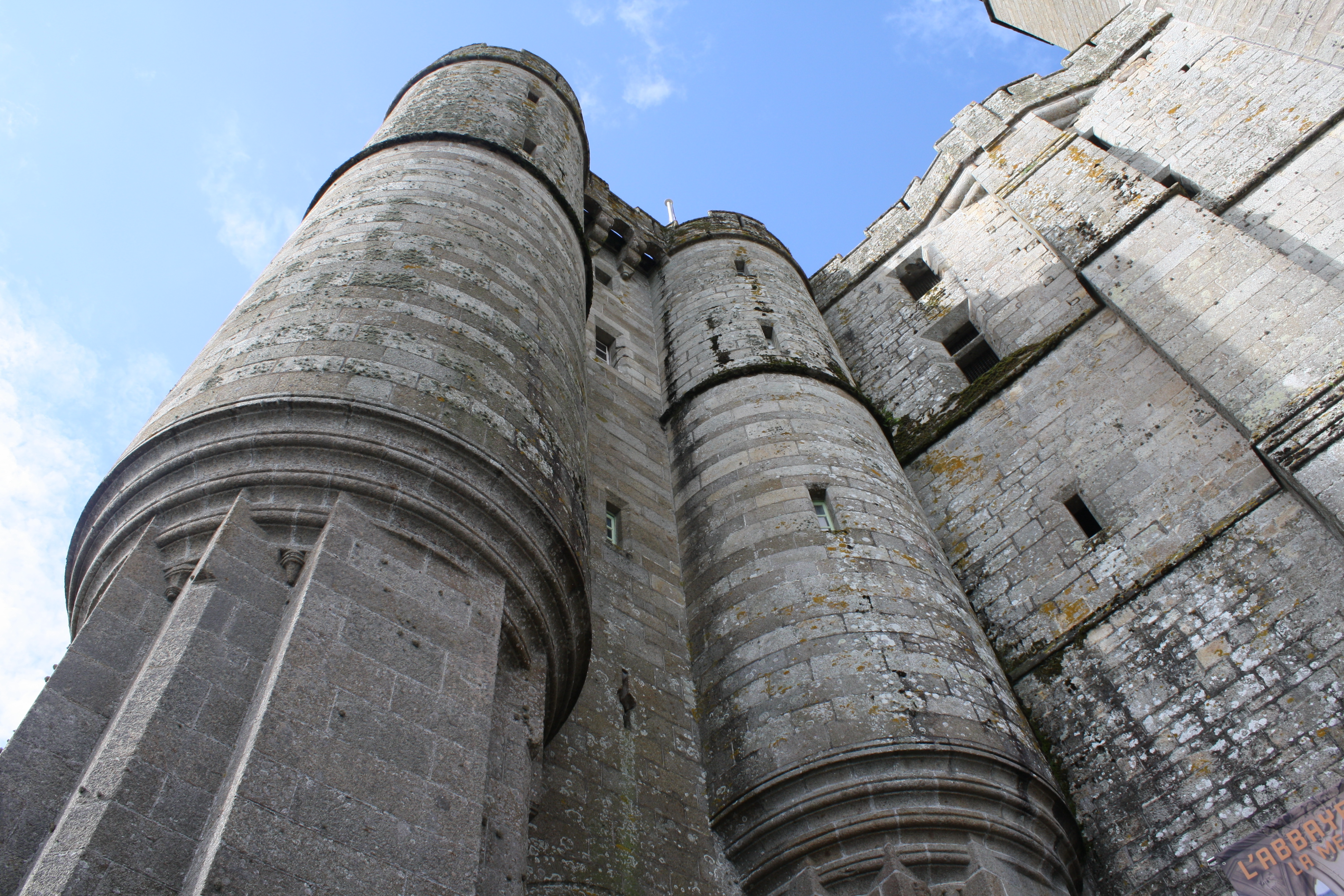
Abbaye du Mont-Saint-Michel. Le châtelet, tourelles en encorbellement.

Dans les fortifications médiévales, les tourelles, ou « tournelles », sont des tours de faibles diamètre et hauteur. Elles servent de tour de guet, à la défense d'un point faible, d'une poterne, etc.
Eugène Viollet-le-Duc, dans son Dictionnaire raisonné de l'architecture française du XIe au XVIe siècle :

« On donnait aussi le nom de tournelles à de véritables tours flanquant des courtines, mais dont l'étroite circonférence ne pouvait contenir qu'un très-petit nombre de défenseurs ; sortes de guérites ou d'échauguettes. Les portes, les châtelets, n'étaient souvent munis que de tournelles. Aujourd'hui, on désigne habituellement par le mot tourelles les ouvrages cylindriques, ou à pans, portés en encorbellement. Ces tourelles s'élevaient, soit sur un cul-de-lampe, soit sur un contrefort ; elles donnaient un flanquement peu étendu et des vues sur les dehors d'une habitation, d'une porte ou d'une courtine. »

## Usage dans les fortifications contemporaines

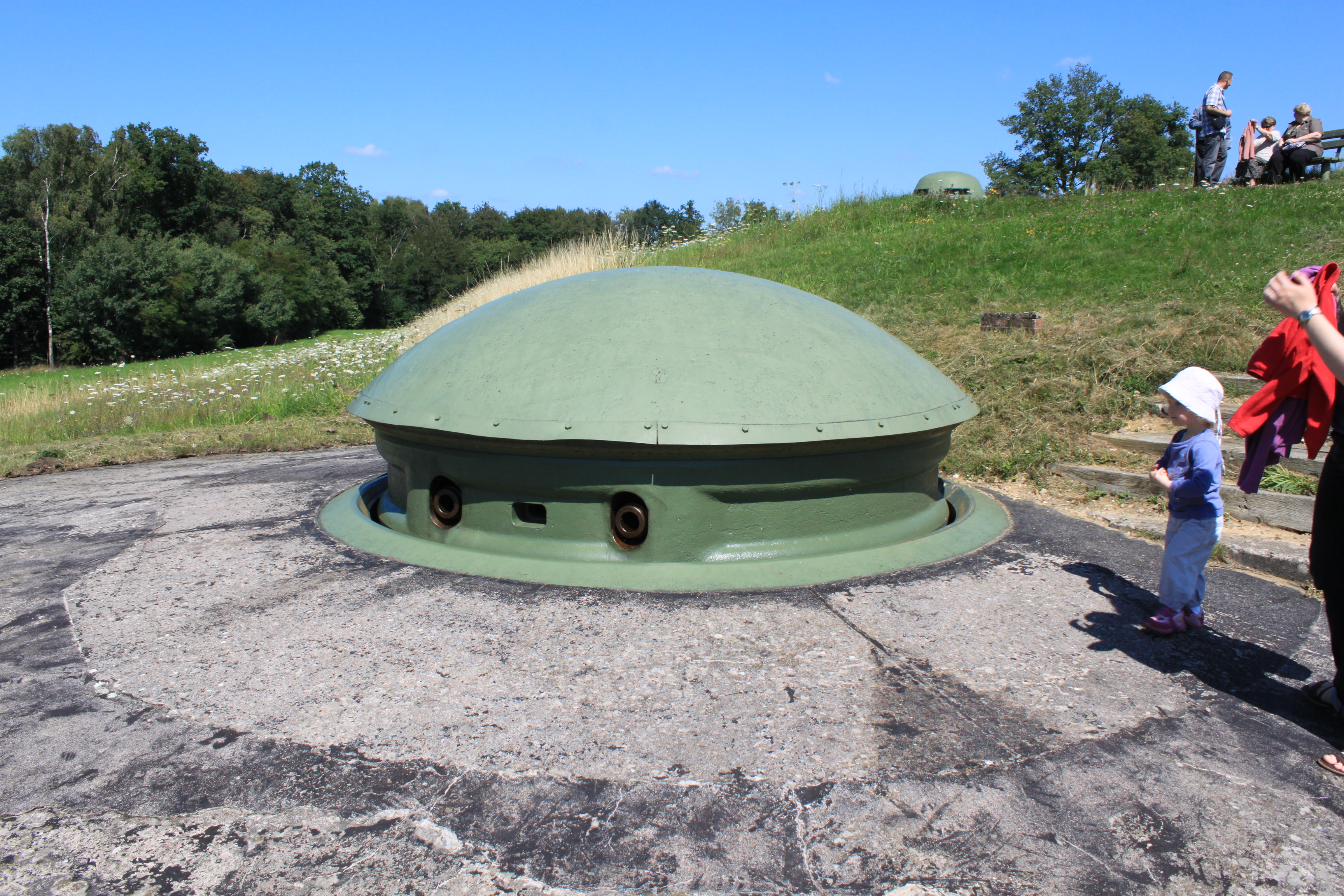
La tourelle pour deux canons de 75 mm du fort d'Uxegney (place forte d'Épinal).

Dans les fortifications contemporaines (Festen allemandes, forts Brialmont, système Séré de Rivières, ligne Maginot, etc.), les tourelles enterrées dans des puits en béton armé ne sont pas immobiles, mais elles tournent sur elles-mêmes (la rotation permet de protéger les embrasures des cuirassements : tourelles pivotables ou coupoles blindées) et, pour certaines, elles s'élèvent ou s'éclipsent (tourelles blindées escamotables). Ces tourelles sont armées de mitrailleuses, de mortiers, de canons ou de lance-grenades.